# السياسة في إندونيسيا
تتبنى سياسة إندونسيا النظام الرئاسي النيابي الجمهوري، حيث يكون رئيس إندونسيا رئيس الدولة ورئيس الحكومة، ونظام الأحزاب المتعددة. تتولى الحكومة السلطة التنفيذية. وتنقسم السلطة التشريعية بين الحكومة ومجلس النواب الشعبي. وتتمتع السلطة القضائية بالاستقلال عن السلطة التنفيذية والتشريعية.
يوفر دستور 1945 انفصال محدود للسلطة التنفيذية، التشريعية، والقضائية. يوصف النظام الحكومة على أنه «رئاسي ذو خصائص برلمانية». في أعقاب أحداث الشغب عام 1998 وإقالة الرئيس سوهارتو، بدأ العمل في الكثير من الاصلاحات السياسية حسب التعديلات الدستورية، والتي أدت إلى تغيير جميع فروع الحكومة.

## السلطة التنفيذية

### الحكومة الوطنية
يُعد رئيس الجمهورية رئيس الحكومة في إندونيسيا. كتب الدستور الإندونيسي عام 1945م، وبموجب التعديلات التي أجريت عليه عام 1999م تم تقليص عدد أعضاء جمعية الشعب الاستشارية من 1000 عضو إلى 700 عضو من بينهم 500 عضو يمثلون مجلس نواب الشعب أو البرلمان الوطني. بينما يمثل 135 عضواً المناطق أو المقاطعات. وتعين لجنة الانتخابات العامة التي تعد نتائج الانتخابات 65 عضواً يمثلون المجموعات المهنية والاجتماعية الأخرى. وتجتمع الجمعية مرة واحدة فقط كل خمس سنوات. وينتخب الشعب 462 عضواً من أعضاء البرلمان ويعين 38 عضواً من بين القوات المسلحة. ومن مهام هذه الجمعية انتخاب رئيس الدولة لمدة خمس سنوات ولكن ليس لأكثر من فترتين.
ويفترض نظريًا أن الرئيس وجمعية الشعب الاستشارية هما اللذان يقرران سياسة الحكومة، لكن عمليًا فإن هذه الجمعية ومجلس النواب لا يتمتعان بقوة حقيقية؛ إذ إن الرئيس هو الجهة الوحيدة التي تتخذ القرارات المهمة بالتعاون مع مستشاريه من العسكريين والمدنيين.

### الحكومة المحلية
تنقسم إندونيسيا إلى 27 مقاطعة. وتنقسم المقاطعات إلى بلديات ومناطق. وهذه البلديات والمقاطعات تشتمل على العديد من القرى. تُعَيِّن الحكومة المركزية جميع الموظفين الحكوميين في هذه المناطق باستثناء القرى، حيث ينتخب سكان القرى حكام قراهم.

## السلطة القضائية
أعلى محكمة في إندونيسيا هي المحكمة العليا وقرارها فاصل. تُعَيِّن الحكومة المركزية القضاة، ولا يوجد في المحكمة هيئة محلفين، كما أن هناك محاكم للأحوال الشخصية بين المسلمين.

## قراءات إضافية
- Denny Indrayana (2008) Indonesian Constitutional Reform 1999-2002: An Evaluation of Constitution-Making in Transition, Kompas Book Publishing, Jakarta ISBN 978-979-709-394-5
- O'Rourke, Kevin. 2002. Reformasi: the struggle for power in post-Soeharto Indonesia. Crows Nest, NSW: Allen & Unwin. ISBN 1-86508-754-8
- Schwarz, Adam. 2000. A nation in waiting: Indonesia's search for stability. Boulder, CO: Westview Press. ISBN 0-8133-3650-3

## وصلات خارجية
- جمهورية إندونسيا - البوابة الوطنية